# Notorious (seriál)
Notorious je americký právnický dramatický televizní seriál vysílaný stanicí ABC. V hlavních rolích se představili Piper Perabo a Daniel Sunjata. Seriál se vysílal od 22. září 2016 do 8. prosince 2017. V květnu roku 2017 byl seriál po první řadě zrušen.

## Příběh
Seriál vznikl podle skutečného právníka Marka Geragose a televizní producentky Wendy Walker. Příběh sleduje zákulisí dramatického vztahu kriminálního práva a médií, kdy se vlivný právník a televizní producentka snaží manipulovat zprávy a názor diváků.

## Obsazení
- Piper Perabo jako Julia George
- Daniel Sunjata jako Jake Gregorian
- Sepideh Moafi jako Megan Byrd
- Kate Jennings Grant jako Louise Herrick
- Ryan Guzman jako Ryan Mills
- Kevin Zegers jako Oscar Keaton
- J. August Richards jako Bradley
- Aimee Teegarden jako Ella Benjamin

## Seznam dílů
| Č. | Původní název               | Režie                 | Scénář                       | Premiéra v USA     |
| -- | --------------------------- | --------------------- | ---------------------------- | ------------------ |
| 1  | Pilot                       | Michael Engler        | Josh Berman a Allie Hagan    | 22. září 2016      |
| 2  | The Perp Walk               | Michael Engler        | Josh Berman                  | 29. září 2016      |
| 3  | Friends and Other Strangers | Mike Listo            | Jennifer Cecil               | 6. října 2016      |
| 4  | Tell Me a Secret            | Michael Engler        | Terrence Coli                | 13. října 2016     |
| 5  | Missing                     | Larry Shaw            | Ben Koppel a Kevin Rodriguez | 20. října 2016     |
| 6  | Kept and Broken             | Anton Cropper         | Tom Mularz                   | 27. října 2016     |
| 7  | Chase                       | Chad Lowe             | Sharon Lee Watson            | 3. listopadu 2016  |
| 8  | The Burn Book               | Kevin Rodney Sullivan | Zachary Reiter               | 10. listopadu 2016 |
| 9  | Choice                      | J. Miller Tobin       | Tyler Bensinger              | 17. listopadu 2016 |
| 10 | Taken                       | James Whitmore        | Allie Hagan                  | 8. prosince 2016   |

## Recenze
Na recenzní stránce Rotten Tomatoes získal 25%. Na serveru Metacritic seriál získal 32 bodů ze sta. Na Česko-Slovenské filmové databázi získal 61%.